# Церковь Николая Чудотворца (Руднево)
Церковь Николая Чудотворца — недействующий православный храм в селе Руднево Тульской области России. Венчающая здание объёмная ротонда имеет форму шестнадцатигранника, что является уникальным и не встречается в других постройках на территории области. Памятник архитектуры федерального значения.

## История
Первые упоминания о деревянной церкви на погосте в этой местности относятся к XVI веку: «В Старом же Городище царя и великого князя земля — погост. А на погосте на речке Глядешке церковь Страстотерпца Христова Георгия, древена». В 1639 году церковь, очевидно, перестраивается, так как у неё появляется придел великомученицы Параскевы Пятницы, и до 1678 году она числится как деревянная.
О дате постройки каменной Никольской церкви свидетельствовала надпись на иконостасе, который в настоящее время не сохранился:
Лета от сотворения мира 7263 году, от Рождества Христова 1755 году построен сей храм Божий тщанием и трудами полковника Ивана Степанова Игнатьева.
При этом ряд исследователей, исходя из более раннего характера архитектуры основного храма-октогона, склоняются к тому, что храм был построен в начале XVIII века, а на 1755 год приходится завершение строительства барочной колокольни, северного придела и трапезной. В 2024 году согласно сведениям из переписки местного помещика, полковника «Ивана Степанова сына Игнатьева», с Преосвященнейшим Гавриилом, архиепископом Коломенским, дата строительства была уточнена с 1755 на 1748—1750 годы. Данная переписка датируется 4 декабря 1750 года и содержит следующие сведения:
Прошлого 1748 года в феврале месяце по прошению моему отданной упокойного преосвященного Саввы епископа храмозданной грамоте в Тульском уезде в селе Рудневе… построена вновь церковь Николая Чюдотворца с приделом Иоанна Златоуста каменного здания.
Руководителем строительства значится владелец села Руднево полковник Иван Степанович Игнатьев, владевший также усадьбой Исаково в соседнем Венёвском уезде. Инициатором начала строительства храма в начале XVIII века, возможно является отец Игнатьева — генерал-лейтенант Степан Лукич Игнатьев (1688—1747), в начале своей карьеры служивший в Семёновском полку, а в 1730-е годы назначенный комендантом Петропавловской крепости. Это как раз может объясняться выбором уникального архитектурного решения для провинциального храма, свойственного для строительных инициатив ближайшего окружения Петра I. Есть вероятность, что по ряду причин изначальное строительство была заморожено, и доведено до финала уже при сыне генерала, с добавлением к изначальному октогону колокольни и узкой трапезной.
С годами небольшая усадебная церковь стала приходской и потребовала значительного расширения в связи с необходимостью приспособить её под нужды возросшего прихода. 12 марта 1875 года священник церкви Александр Бурцев и церковный староста, тульский купец Алексей Ларионович Московский, направили прошение архиепископу Тульскому и Белёвскому Никандру о разрешении выполнить переделку тёплого северного придела по проекту архитектора Александра Бочарникова. Данный проект предусматривал сооружение двух симметричных приделов, размещенных между храмом и отдельно стоящей колокольней, но из-за финансовых трудностей прихода он не был реализован.
Однако, согласно некоторым данным, в 1875 году храм всё же был перестроен по проекту губернского архитектора Ивана Роута, в результате чего его первоначальный внешний вид был значительно искажён. Полностью была заменена прежняя узкая трапезная в значительно более широких объёмах, к ней были пристроены два боковых придела во имя Иоанна Златоуста и Сергия Радонежского, закрывшими фасады колокольни и центрическую основу храма. Позже, уже без утверждённого проекта, с восточной стороны церкви была пристроена новая просторная апсида.
Также существуют сведения, что в 1900 году была выполнена перестройка храма по проекту архитектора Радионова, который предусматривал сооружение нового южного придела и алтарной части основного здания храма, а также расширение северного придела. 26 марта 1900 года Церковно-приходским Приговором была избрана Строительная комиссия во главе с князем Николаем Сергеевичем Оболенским. Работы были завершены к 21 декабря 1900 года, о чём Оболенский сообщил в письме архиепископу. Внутренняя отделка церкви продолжалась до 1902 года. Освящение обновлённого Никольского храма с южным приделом состоялось 1 сентября 1902 года.

## Архитектура

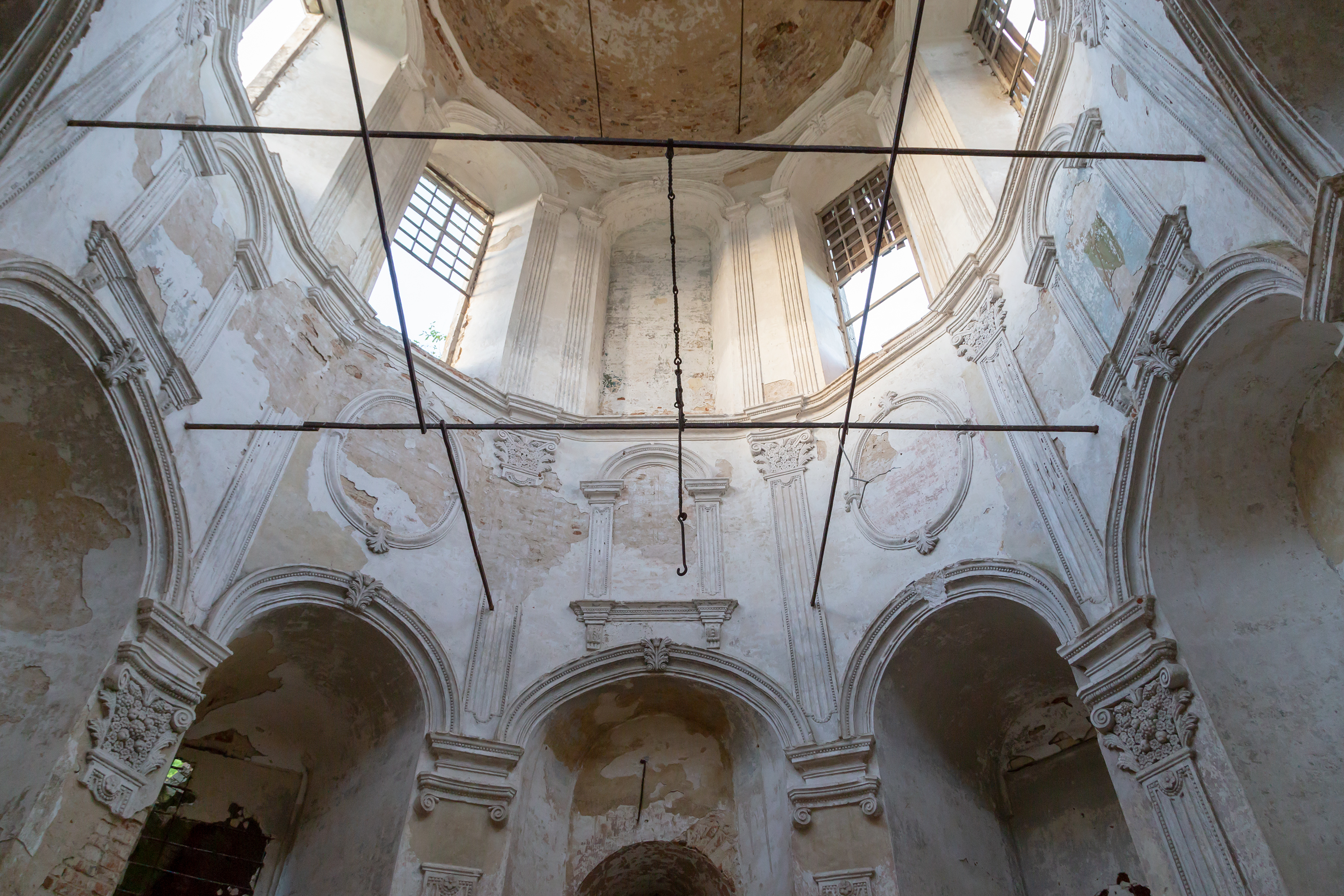
Интерьер Никольской церкви

Храм представляет собой центрический восьмилепестковый в плане объём (октогон), увенчанный шестнадцатигранной ротондой. В кладке стен и отделке фасадов был обильно использован природный белый камень. Многослойные каменные карнизы, наложенные на центровую основу, придают сооружению волнообразную динамику, что является явный признаком стиля барокко. Смежные апсиды прорезаны узкими вертикальными окнами в белокаменных наличниках с прямоугольными ушками. Световые проемы в стенах октогона украшены трехчетвертными колоннами с квадратными многослойными капителями, установленными на высоких белокаменных пьедесталах. Декоративной доминантой является широкий, многоступенчатый венчающий карниз. Второй ярус храма представляет собой широкий шестнадцатигранник с восьмью прямоугольными окнами в белокаменных узких наличниках, который внешне представляет собой ротонду. Завершают постройку пологий лотковый свод, имитирующий сферический купол, и глухая главка.
Центрическое внутреннее пространство церкви структурировано пилястрами, карнизами и аркадами. Поверхности стен были украшены библейскими композициями в клеймах и обрамлены лепными рамами. Пролёты арок украшены крупными лепными капителями пилястр с декоративными панно из цветов и фруктов.

## Реликвии
В Никольской церкви хранилась чтимая икона Божией Матери «Умиление», подаренная Папой римским храмостроителю Ивану Игнатьеву, который был послом в Италии. Также к наиболее чтимым иконам относился образ великомученика Пантелеймона, пожертвованный Великой княгиней Александрой Петровной доктору Бурцеву, передавшему эту икону в церковь села Руднево. В 1862 году при храме было открыто церковноприходское попечительство, а затем земская школа. С западной стороны церкви, в ста метрах от входа, находился склеп Игнатьевых, разорённый в середине XX века. К приходу храма в конце XIX века, помимо самого села Руднево, были приписаны деревни Ершово, Сине-Тулица и Елкино, что в общем числе составляло порядка тысячи человек.

## Советский период и настоящее время

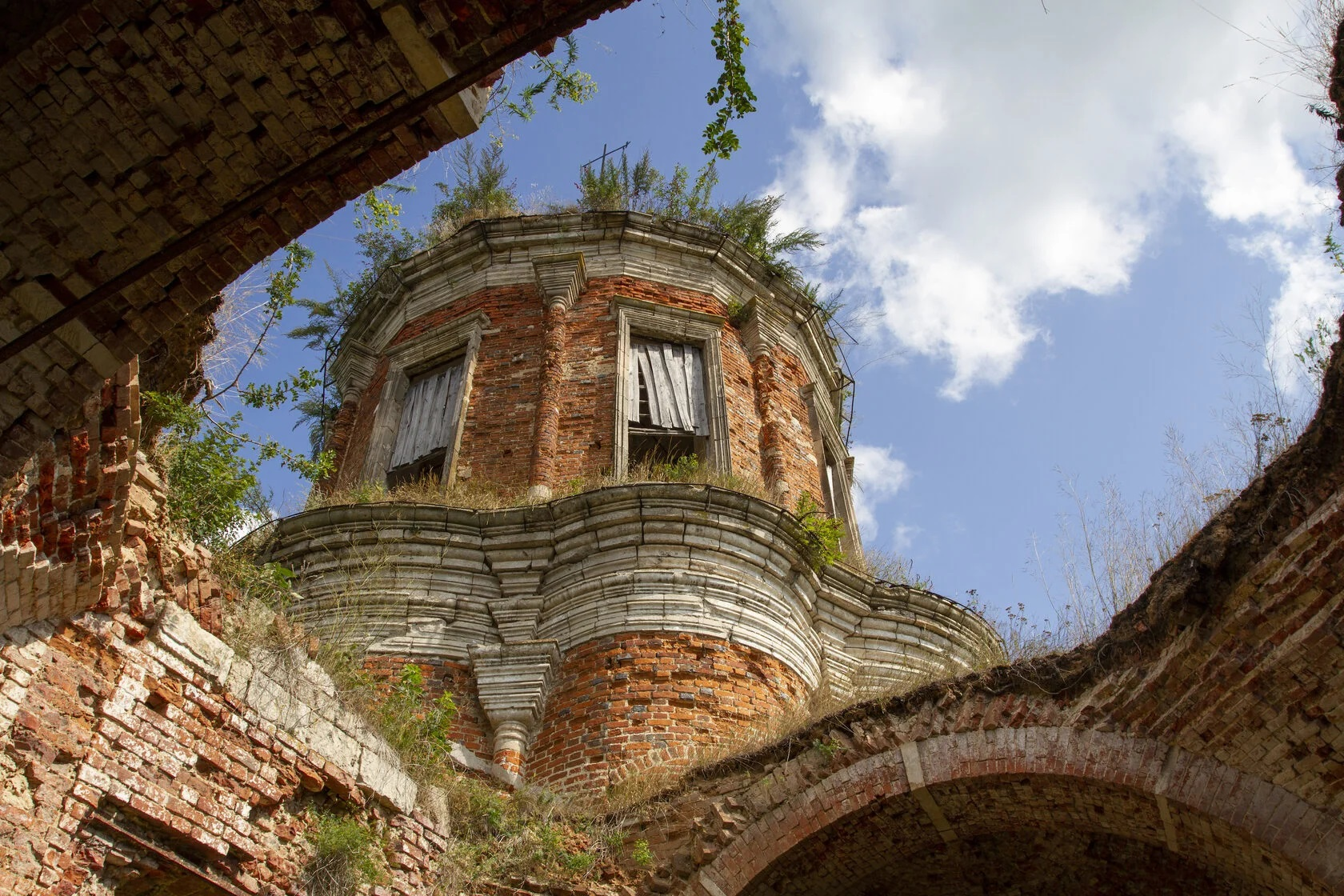
Обрушившаяся кровля в приделе храма

Никольская церковь закрыта, вероятнее всего, в начале 1930-х годов. Последним настоятелем храма был священник Иоанн (Иван Иосифович Богданов), уроженец села Коптево Тульской губернии. 4 августа 1937 года он был арестован, а 1 сентября того же года расстрелян на Бутовском полигоне по обвинению в принадлежности к контрреволюционной организации кулаков.
В последующие советские годы здание храма использовали под склады различного пользования. В настоящее время церковь заброшена, на трапезной отсутствует кровля, обрушились своды, а также утрачена венчающая часть колокольни. С середины 2010-х годов представители общественности проводят на территории Никольской церкви регулярные волонтерские субботники. В 2021 году храм включен в приоритетную группу объектов проекта «Консервация», в рамках которого планируется провести противоаварийные и консервационные работы на храме.
15 декабря 2023 года приказом Министерства культуры церковь Николая Чудотворца включена в Единый реестр объектов культурного наследия в качестве памятника федерального значения.